# Ghiacciaio Crisp
Il ghiacciaio Crisp è un ghiacciaio lungo circa 6 km situato nella regione centro-occidentale della Dipendenza di Ross, in Antartide. Il ghiacciaio, il cui punto più alto si trova a circa 1200 m s.l.m., si trova in particolare sul versante meridionale della dorsale Gonville and Caius, dove fluisce verso sud-est scorrendo lungo il versante orientale della cresta Killer fino a unire il proprio flusso a quello del ghiacciaio Debenham.

## Storia
Il ghiacciaio Crisp è stato mappato dai membri della spedizione Terra Nova, condotta dal 1910 al 1913 e comandata dal capitano Robert Falcon Scott, ma è stato così battezzato solo in seguito dal Comitato consultivo dei nomi antartici in onore di Kelton W. Crisp, della marina militare statunitense, in comando al reparto forniture elettriche presso la stazione McMurdo nel 1962.